# Projet Homerun

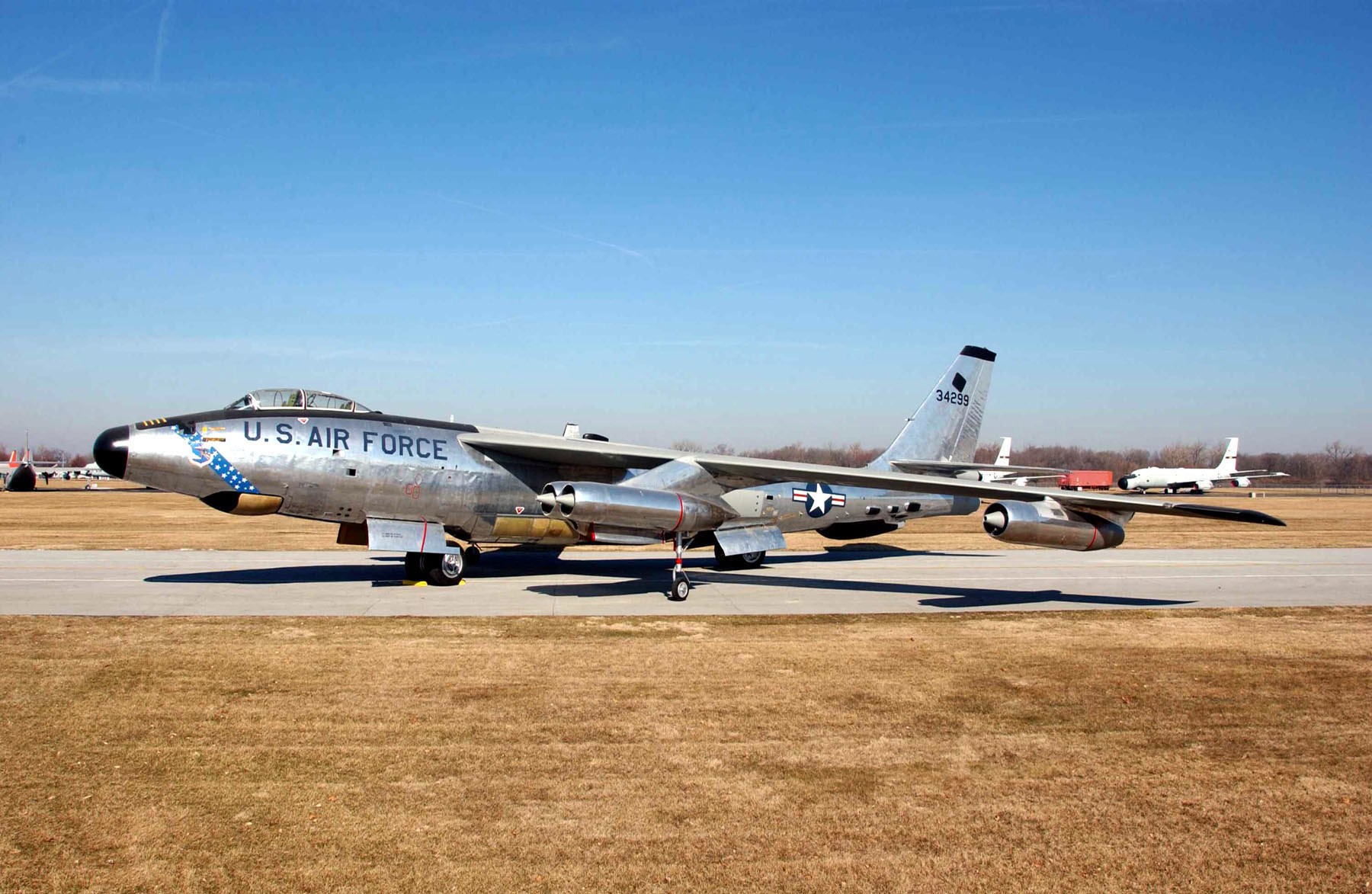
Le Boeing RB-47H-1-BW Stratojet numéro de série 53-4299 actuellement au National Museum of the United States Air Force a participé à des missions de reconnaissance au-dessus de l'Union Soviétique.

Le projet Homerun était une opération secrète américaine de reconnaissance aérienne au-dessus de l'URSS en 1956.

## Déroulement
Le projet Homerun se déroula entre mars et mai 1956. Des avions de reconnaissance RB-47E et RB-47H effectuèrent des vols quasi quotidiens via le pôle Nord pour photographier et de recueillir des renseignements électroniques sur toute la partie nord de l'Union soviétique.
Le projet Homerun mettait en œuvre 16 RB-47E du 10th Strategic Reconnaissance Squadron (10th SRS, 26th Strategic Reconnaissance Wing, basé à Lockbourne Air Force Base près de Columubus, dans l'Ohio) et cinq RB-47H du 343d Strategic Reconnaissance Squadron (342nd SRS, 55th SRW basé à Forbes AFB (en) au Kansas) du Strategic Air Command. 156 sorties au total furent effectuées dont une formation audacieuse de six RB-47E le 6 mai 1956.
Une mission de reconnaissance typique d’un RB-47H couvrait 9 360 km (5 984 miles). L'avion décollait de la base aérienne de Thulé, au Groenland jusqu’à la mer de Kara à Mourmansk, puis revenait pour se poser à Thulé si les conditions atmosphériques le permettait ou était forcé de ravitailler en vol près de la cote nord-est du Groenland, un point équidistant des trois pistes alternatives: Goose Bay, au Labrador, Londres, ou Fairbanks, en Alaska. Cinq Boeing KC-97 Stratofreighter à Thulé était nécessaires pour cela. Deux avions de rechange restaient au sol et un avion de secours en l'air accompagnait les deux appareils assurant deux ravitaillements de 9 090 kg (20 000 livres) de carburant. Le transfert de carburant se faisait à une distance de plus de 965 km (600 miles) de Thulé. Les avions de ravitaillement en vol retournaient à Thule pour faire le plein et répétaient à nouveau leur vol au retour du RB-47H six heures plus tard pour un nouveau ravitaillement en vol.
Lorsque le gouvernement soviétique déposa une plainte contre le gouvernement des États-Unis, le gouvernement américain attribua les survols à des « difficultés de navigation ».

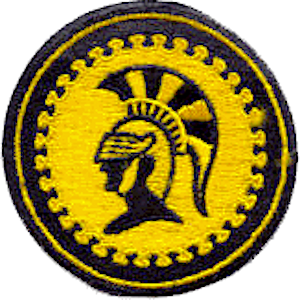
Emblème du 10th SRS.
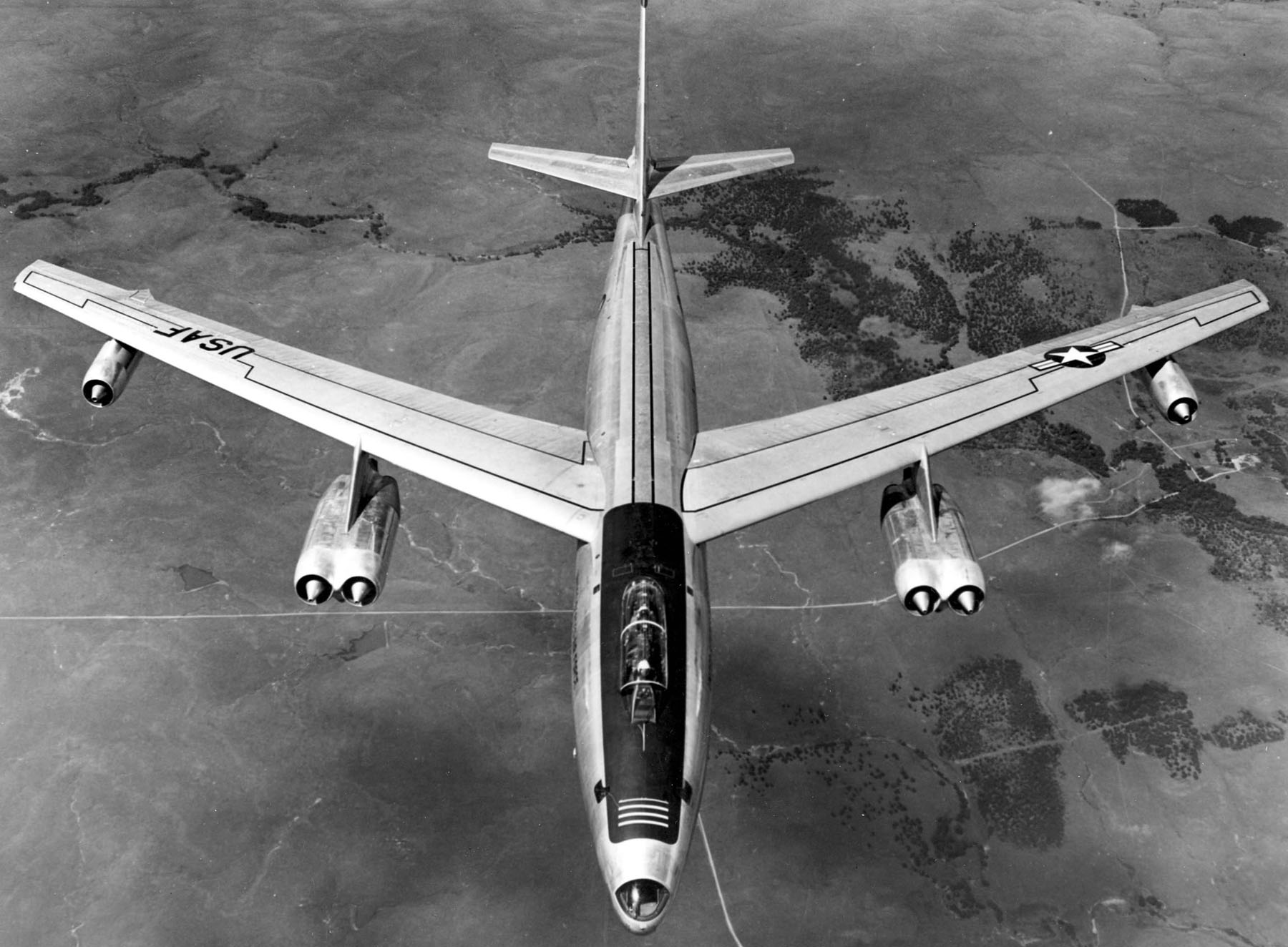
Un RB-47E en vol.
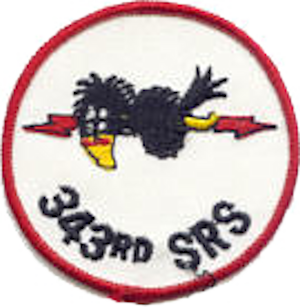
Emblème du 343rd SRS.